# Keita Yamauchi
Keita Yamauchi (山内 恵太 Yamauchi Keita?), född 16 april 1994 i Shizuoka prefektur, är en japansk fotbollsspelare.
Yamauchi började sin karriär 2018 i YSCC Yokohama.